# Центральний національний комітет Індонезії
Центральний Індонезійський національний комітет (індонез. Komite Nasional Indonesia Pusat, KNIP) — орган, що був покликаний надавати допомогу президенту Індонезії, яка щойно здобула незалежність.
Первинно Комітет мав суто консультативні функції, але згодом також отримав і законодавчі повноваження. 1950 року, коли Індонезія стала унітарною державою робочий комітет KNIP увійшов до складу Ради народних представників.